# الجرامز (السدة)

تعديل مصدري - تعديل

الجرامز هي إحدى قرى عزلة المرخام بمديرية السدة التابعة لمحافظة إب، بلغ تعداد سكانها 340 نسمة حسب تعداد اليمن لعام 2004.